# Andinolucanus inesae
Andinolucanus inesae is een keversoort uit de familie vliegende herten (Lucanidae). De wetenschappelijke naam van de soort is voor het eerst geldig gepubliceerd in 2006 door Arnaud & Bomans.